# Lousson Reinhardt
Henri Baumgartner (1929–1992), connu sous le nom de Lousson Reinhardt, est un guitariste de jazz manouche français.

## Biographie
Lousson Reinhardt est le premier fils de Django Reinhardt par sa première épouse, Florine Mayer et le demi-frère de Babik  Reinhardt. Trois de ses petits-fils, Simba Baumgartner, Dallas Baumgartner et Levis Adel-Baumgartner, sont également guitaristes et perpétuent ainsi l'héritage familial ,,,.
Il est inhumé dans le tombeau de la famille Reinhardt au cimetière de Samois-sur-Seine, en Seine-et-Marne.

## Discographie
- 1948 Concert de Bruxelles, Django Reinhardt
- 2002 Gipsy Jazz School – Django's Legacy
- 2005 Django Reinhardt – Intégrale vol. 20, Various artists  (Frémeaux & Associés; 1 track only)